# Titanosaurus
 Titanosaurus  ist eine zweifelhafte Gattung sauropoder Dinosaurier aus der Gruppe der Titanosauria. Sie wurde mit der Art Titanosaurus indicus im Jahr 1877 von Richard Lydekker anhand weniger fossiler Überreste aus Indien beschrieben. In der Folgezeit wurde Titanosaurus eine Masse an weiterem Fossilmaterial zugeordnet – insgesamt wurden 14 Arten beschrieben, deren Fossilien aus Indien, Laos, Argentinien, Madagaskar und Europa stammen und 60 Millionen Jahre innerhalb der Kreidezeit abdecken.
Die ganze Gruppe der Titanosauria ist noch systematisch ungeklärt, und der Begriff Titanosaurus gilt heute als zweifelhafte Gattung (Nomen dubium).

## Zum Gattungsbegriff
Die von Lydekker angegebenen charakteristischen Merkmale des ursprünglichen Materials (Holotyp-Material) – das lediglich zwei mittlere Schwanzwirbel umfasst – sind heute jedoch bei vielen anderen Titanosauriern und zum Teil auch bei anderen Sauropoden außerhalb der Titanosauria nachgewiesen worden. Da nach heutigem Gesichtspunkt kein Merkmal existiert, das die Art eindeutig charakterisiert (Autapomorphie), gilt die Typspezies Titanosaurus indicus als ungültig.
Von den 14 Arten wurden in einer 2003 veröffentlichten Studie nur fünf als gültig eingestuft. Diese haben jedoch zwangsläufig jeglichen Zusammenhang mit dem nicht-diagnostizierbaren Titanosaurus-Typmaterial verloren. Die Gattung Titanosaurus ist somit ein Nomen dubium, damit sind auch die einzelnen Art-Namen nur vorläufig.
Titanosaurus ist Namensgeber für mehrere übergeordnete Taxa, wie die Titanosauridae, die Titanosauroidea und die Titanosauria. Er galt in der Wissenschaft lange als zentraler, wichtiger Vertreter dieser Gruppen. Diese Ansicht wird heute nicht mehr geteilt – von vielen Forschern wird auch die Familie Titanosauridae infrage gestellt, die in vielen kladistischen Analysen nicht mehr erscheint. Taxa wie Titanosaurus und Titanosauridae werden heute oft als „Papierkorb-Taxa“ bezeichnet, denen Massen an Knochen zugeschrieben wurden, die dem Originalmaterial meist nicht besonders ähnlich sind. Die Systematik der Titanosauria ist heute noch sehr umstritten und wird von Wilson (2005) als „eine der letzten Fronten in der Dinosaurier-Phylogenetik“ bezeichnet.
Die Titanosauria sind mit über 30 bekannten Gattungen die geographisch am weitesten verbreitete und verschiedenartigste Sauropodengruppe. Von anderen Sauropoden unterscheiden sie sich z. B. durch ihren „breiten Gang“, der sich auch in ihren fossilen Fußspuren zeigt. Sie hatten ihre Blütezeit in der Kreide und waren, zusammen mit den Rebbachisauriden, die letzten überlebenden Sauropoden.

## Entdeckungsgeschichte –Titanosaurus indicus

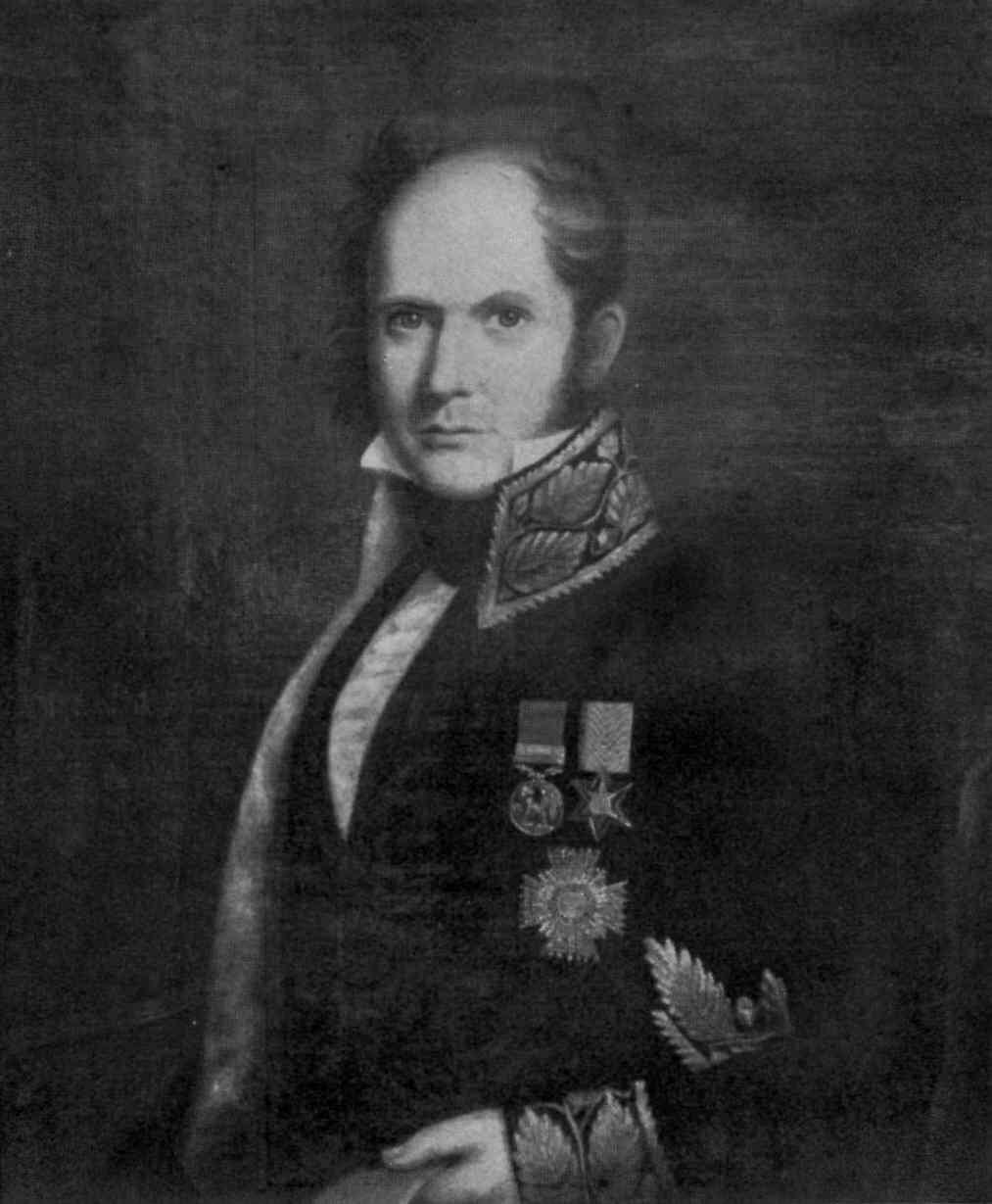
William Henry Sleeman fand 1828 zwei Wirbel, die später als Titanosaurus indicus beschrieben wurden.

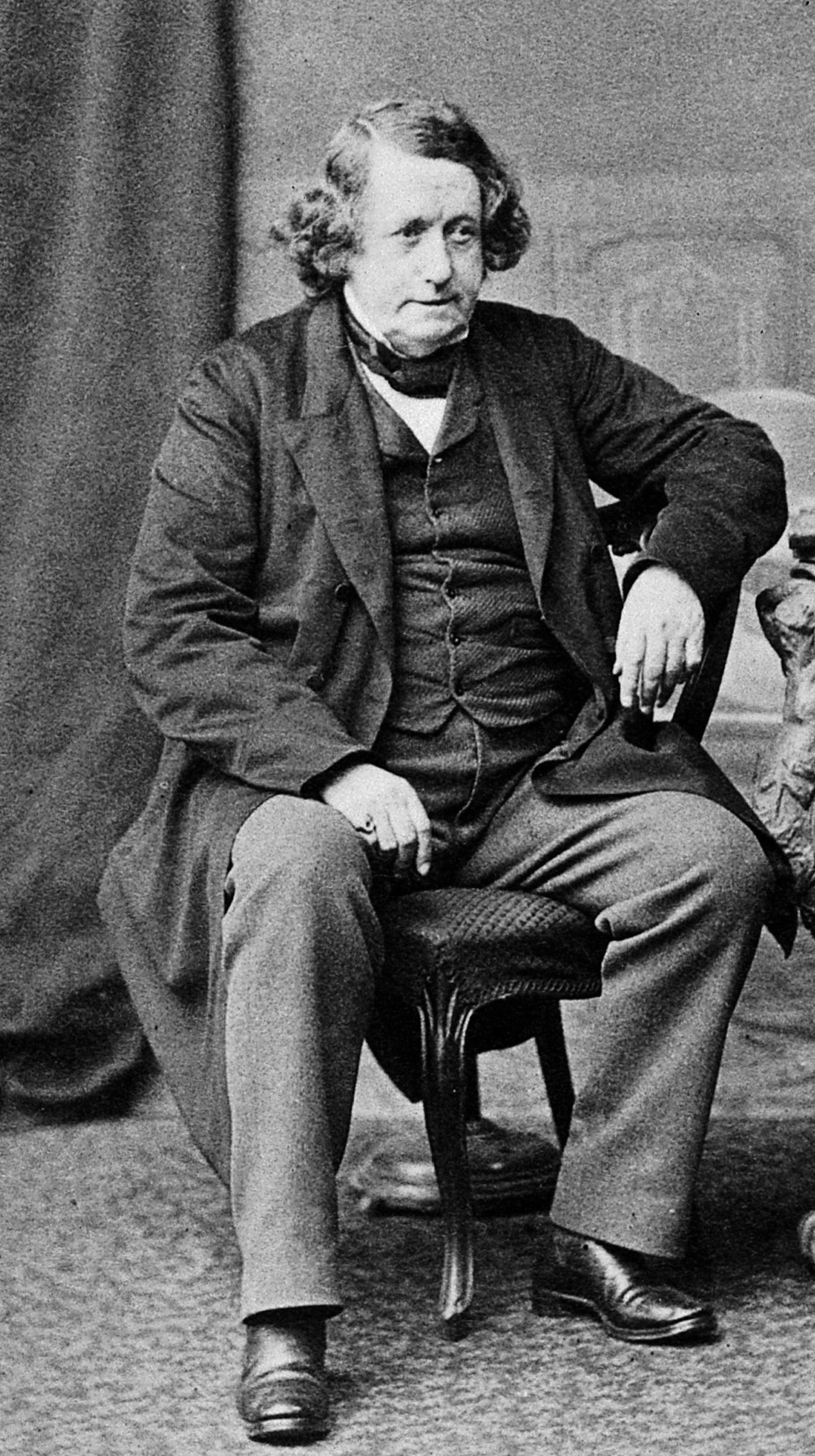
Der schottische Paläontologe Hugh Falconer fertigte 1862 eine erste wissenschaftliche Beschreibung der Wirbel an, jedoch ohne sie zu benennen.

Obwohl die Gattung im Jahr 1877 beschrieben wurde, wurden die ersten beiden Knochen bereits im Jahr 1828 von dem britischen Offizier William Henry Sleeman in einem kleinen Hügel namens Bara Simla entdeckt, nahe Jabalpur in Zentralindien. Nachdem die Knochen den Besitzer gewechselt hatten gelangten sie im Jahr 1832 ins Indische Museum in Kalkutta.
Im Jahr 1862 wurden sie dann vom schottischen Paläontologen Hugh Falconer erstmals wissenschaftlich beschrieben, der sie als Wirbelknochen eines Reptils erkannte. Er erkannte drei diagnostische Merkmale und beschrieb die Wirbel als Caudalwirbel, die einst im mittleren Drittel des Schwanzes angeordnet waren. Allerdings konnte schon Falconer nicht mehr den genauen Fundort feststellen – sicher ist nur eine Herkunft aus der Lameta-Formation. Sleeman schrieb zwar, der Fundort liege unmittelbar unter den Basalten des Dekkan-Trapp-Vulkanismus, welche den Hügel bedecken, was für eine Schicht innerhalb der Lameta-Formation namens „Upper Sands“ spricht; jedenfalls widersprachen spätere Autoren, und heute wird eine Schicht namens „Sauropod bed“, aus der später auch aus Bara Simla noch viele weitere Sauropoden-Knochen auftauchen sollten, als wahrscheinlichste Quelle der Knochen angesehen.
Die neue Spezies wurde jedoch erst in der Beschreibung von Richard Lydekker im Jahr 1877 benannt. Lydekker ordnete den beiden Wirbeln einen fragmentarischen Femur-Knochen (Oberschenkel-Knochen) aus dem gleichen Fundort sowie ein Femur und mehrere Wirbel aus dem 300 Kilometer südlicher gelegenen Pisdura zu und nannte die Knochen Titanosaurus indicus. Er fand weitere charakteristische Merkmale an den Wirbeln und stellte die Zugehörigkeit zu den Sauropoden heraus. Später (1879) jedenfalls fand er einige Unterschiede zwischen den Funden aus Pisdura und Bara Simla und schrieb die Pisdura-Funde einer eigenen Art zu: Titanosaurus blanfordi. Den Femur-Knochen aus Bara-Simla ordnete er der Gattung lediglich aufgrund desselben Fundorts zu. Jedenfalls zeigten Untersuchungen von Matley (1921), dass das Femur aus einer ganz anderen stratigraphischen Schicht (dem „Green sand“) stammt, weshalb er im Jahr 1933 von Huene und Matley aus der Gattung Titanosaurus ausgeschlossen und dem südamerikanischen Antarctosaurus zugeschrieben wurde. Titanosaurus indicus basiert also lediglich auf die beiden, schon von Falconer beschriebenen und heute als nichtdiagnostizierbar geltenden, Schwanzwirbel.
In der Folgezeit sammelte Matley eine Masse an weiterem Sauropodenmaterial in Bara Simla (1917–1919), Pisdura (1920), sowie Chota Simla (1932–1933), einem kleinen Hügel, der einen halben Kilometer von Bara Simla entfernt liegt. Diese Knochen stammten mindestens von vier verschiedenen Titanosaurier-Spezies. Allerdings sind bis heute aus der Region keine Knochen bekannt, die das Typmaterial von Titanosaurus indicus überlappen, was die Zuordnung von weiterem Material zu dieser Art unmöglich macht. Die einzigen überlappenden Funde stammen aus Chota Simla (Swinton, 1947), wurden jedoch nie beschrieben. Der Großteil der in dieser Lokalität gefundenen Knochen ging an den Sponsor der Ausgrabungen – das Natural History Museum in London – die überlappenden Funde konnten jedoch später in den Kollektionen nicht mehr ausfindig gemacht werden.

## „Titanosaurus“-Arten

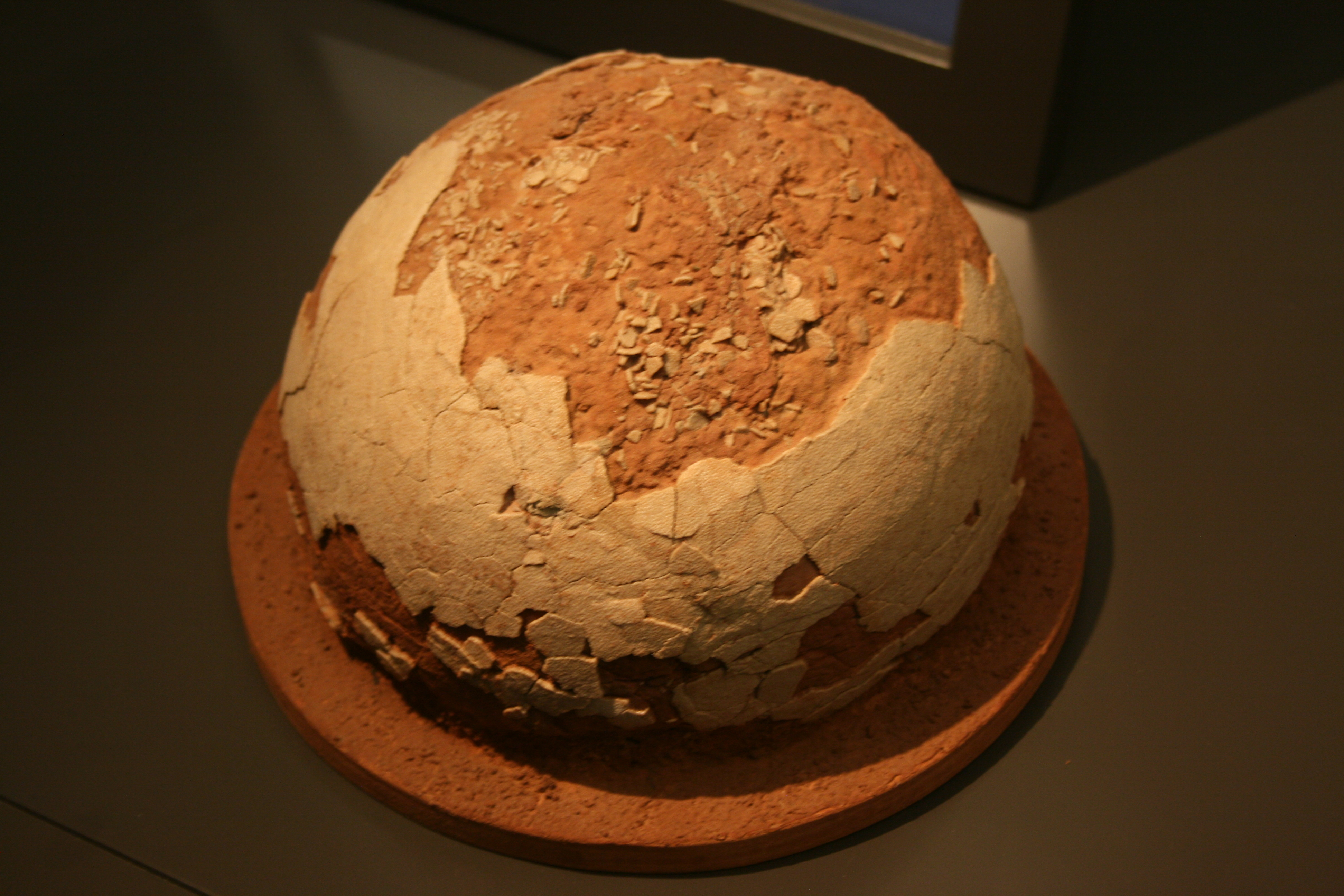
Ei von Titanosaurus

Seit der Beschreibung von Titanosaurus indicus wurden 13 weitere Arten beschrieben, die heute aber außerhalb von Titanosaurus klassifiziert werden.

### Titanosaurus blanfordi
Titanosaurus blanfordi (1879), eine weitere indische Titanosaurus-Art, wurde aufgrund von zwei Schwanzwirbeln beschrieben, die von W. T. Blanford bei Pisdura entdeckt wurden. Obwohl sie von Lydekker im Jahr 1877 dem Titanosaurus indicus zugeschrieben wurden, beschrieb dieser sie drei Jahre später, aufgrund von einigen abweichenden Oberflächenstrukturen, als neue Art. Allerdings legte Lydekker nicht fest, welcher der beiden Wirbel als das Holotyp-Material (das Material, auf das sich das Taxon bezieht) gelten soll, weswegen vorerst beide Wirbel zusammen als Holotyp galten. Allerdings fielen von Huene im Jahr 1929 deutliche Größen- und Proportionsunterschiede zwischen den Wirbeln auf, weshalb er den kleineren, schlechter erhaltenen Wirbel dem Laplatasaurus madagascariensis zuordnete. Somit blieb nur der größere, besser erhaltene Wirbel (auf den sich auch ein Großteil der Untersuchungen Lydekkers bezog) als Titanosaurus blanfordi bestehen.
Huene und Matley (1933) schrieben der Art weitere Knochen – ein Schwanzwirbelfragment, ein Handknochen-Fragment (Metacarpal), ein teilweises Schienbein sowie evtl. ein Schulterblatt – zu. Heute gilt die Zuordnung dieser Knochen zu Titanosaurus blanfordi jedoch als ungültig. Das Wirbelfragment weist Unterschiede zum Holotyp-Material auf, und das restliche Material überlappt sich nicht mit den Wirbeln; lediglich die Tibia kann überhaupt der Gruppe Titanosauria zugeordnet werden.
Das Holotyp-Material war vermutlich ein Wirbel des mittleren Schwanzabschnitts, der zweimal so lang wie hoch war. Es weist deutliche Ähnlichkeiten zu anderen Titanosauriern wie Pellegrinisaurus oder Gondwanatitan auf; da jedoch keine Autapomorphie (einzigartiges Merkmal) bekannt ist, wird auch Titanosaurus blanfordi als ungültig betrachtet.

### Titanosaurus rahioliensis
Titanosaurus rahioliensis (Mathur und Srivastava, 1987) ist aufgrund einiger ungewöhnlich geformter Zähne beschrieben worden, die nahe dem Dorf Rahioli in der Provinz Gujarat in Westindien entdeckt wurden, einer Lokalität, die besonders für Funde von Dinosaurier-Eiern bekannt ist. Die Zähne waren dünn und leicht gewölbt und weisen einige Gemeinsamkeiten mit dem Diplodociden Nigersaurus auf; die Zuordnung zu Titanosaurus ist allerdings, da keine Verbindung zu dem übrigen Material besteht, aus heutigem Gesichtspunkt ungültig. Er wird heute als unbestimmter Neosauropode klassifiziert. Zwar wurden in derselben Fundstelle neben den Eiern, die vermutlich von Titanosauriern stammten, auch postcraniale (nichtschädel) Knochen gefunden, diese wurden jedoch bis heute nicht beschrieben. Die Originalzähne sind heute verloren gegangen, es existieren allerdings noch Fotografien.

### Titanosaurus colberti(Isisaurus colberti)
Diese Art ist durch ein Teilskelett bekannt, das bei Dongargaon (südlich von Jabalpur, nahe Pisdura) in Zentralindien entdeckt wurde. Die Beschreibung erfolgte 1997 durch Jain und Bandyopadhyay, welche in der Beschreibung vier indische Titanosauria als gültig betrachten: Titanosaurus indicus, Titanosaurus blanfordi, Titanosaurus madagascariensis sowie Titanosaurus colberti. Die Art "Antarctosaurus" septentrionalis, der ein Großteil des Sauropoden-Materials aus Bara Simla zugeschrieben wurde (Huene & Matley, 1933), beschrieben sie als einen juvenilen Vertreter von Titanosaurus indicus. Diese Ansicht wurde jedoch von späteren Autoren verworfen.
Das Teilskelett, das zu den wenigen verbundenen Dinosaurierskeletten aus Indien gehört, zeichnet sich durch verschiedene Autapomorphien aus. Es überlappt den Schwanzwirbel von Titanosaurus indicus, die beiden Wirbel unterscheiden sich jedoch in wesentlichen Punkten, weshalb Titanosaurus colberti zwar als gültige Spezies gilt, jedoch außerhalb von Titanosaurus klassifiziert werden muss.
Im Jahr 2003 wurde die Spezies von Wilson und Upchurch als eigene Gattung unter dem Namen Isisaurus neubeschrieben.

### Titanosaurus australisundTitanosaurus robustus(Neuquensaurus)
Zwischen 1893 und 1894 führte Lydekker Studien an den Fossilien des Landesmuseums in La Plata, Argentinien, durch – ein Museum, das in den vorherigen Jahren eine stattliche Anzahl von Fossilien aufnahm, die von dem Direktor selbst gesammelt wurden. Neben zwei neuen Sauropoden-Gattungen (Argyrosaurus und Microcoelus) beschrieb Lydekker die zwei neuen Titanosaurus-Arten Titanosaurus australis und Titanosaurus nanus.
Titanosaurus australis (Lydekker, 1893) wurde anhand von Bein- und Armknochen, miteinander verbundenen Wirbeln und einigen weiteren Knochen beschrieben. Ein Schwanzwirbel, der sich mit den Titanosaurus indicus-Wirbeln aus Indien überlappte, wurde aufgrund von Ähnlichkeiten als Anlass für eine Zuordnung zu Titanosaurus genommen. Leichte Unterschiede an den Wirbeln, zusammen mit der geographischen Distanz, sollten die Unterscheidung der beiden Arten rechtfertigen. Jedenfalls merkte Lydekker in seiner Beschreibung seine Unsicherheit bei der Zuordnung zu Titanosaurus an:
„Accordingly, the reference of the latter [Titanosaurus australis] to Titanosaurus must be regarded as a more or less provisional measure, rendered necessary by our very incomplete knowledge of the type species […]“
Zu Deutsch etwa: „Dementsprechend muss die Zuordnung zu Titanosaurus als eine mehr oder weniger provisorische Maßnahme angesehen werden, aufgrund unserem sehr unvollständigen Wissen über die Typspezies“.
Von Huene (1929), der zwischen 1923 und 1926 La Plata besuchte, schrieb der Art verschiedene Wirbelfolgen und zahlreiche Gliedmaßen-Überreste zu, und veröffentlichte anhand von Titanosaurus australis den ersten Rekonstruktionsversuch eines Titanosauria. Einige Arm- und Beinknochen, die Lydekker zwar Titanosaurus australis zugeordnet, aber nicht beschrieben hatte, nahm er, aufgrund von Unterschieden in den Gliedmaßen, als Grundlage für die neue Art Titanosaurus robustus.
Spätere Autoren erkannten jedoch deutliche Unterschiede zwischen dem indischen Titanosaurus und den südamerikanischen Arten Titanosaurus australis und Titanosaurus robustus. Powell (1986) schlug auf Basis dieser Funde die neue Gattung Neuquensaurus vor, während McIntosh (1990) die beiden Arten der bereits bestehenden Gattung Saltasaurus unterordnete. Neuere Autoren stimmen Powell zu, weshalb Neuquensaurus als Gattung – mit Neuquensaurus australis als Typ und Neuquensaurus robustus als Nomen Dubium – allgemein anerkannt ist.

### Titanosaurus nanus
Im Jahr 1893 beschrieb Lydekker zwei miteinander verbundene Sacral-Wirbel, die er vorläufig als neue südamerikanische Titanosaurus-Art, Titanosaurus nanus, beschrieb. Jedenfalls wurde diese Art von Powell (1986) als Nomen dubium eingestuft, da die Wirbel schlecht erhalten sind und, abgesehen von ihrer kleineren Größe, keine besonderen Merkmale erkennen lassen, die eine eigene Art rechtfertigen könnten.

### Titanosaurus araukanicus(Laplatasaurus)
Im Jahr 1929 beschrieb von Huene die neue Titanosauriergattung Laplatasaurus anhand von neuem Material aus Cinco Saltos und Rancho de Avila sowie von Knochen, die vorher von Lydekker der Art Titanosaurus australis zugeschrieben wurden. Laplatasaurus unterschied sich von Titanosaurus (Huene zufolge) durch seine größeren Ausmaße und schlankeren Proportionen. Einige der Laplatasaurus-Knochen wurden jedoch von Powell (1986) dem Titanosaurus, als neue Art Titanosaurus araukanicus, zugeschrieben – aufgrund von Ähnlichkeiten zu indischem Knochenmaterial aus Chota Simla, das Titanosaurus indicus zugeschrieben wurde. Allerdings wurde dieses Material nicht eindeutig mit dem Typmaterial von Titanosaurus indicus verglichen, und die entsprechenden Knochen sind heute nicht mehr auffindbar – weswegen sie nicht sicher Titanosaurus indicus zugeschrieben werden können. Dies lässt auch Titanosaurus araukanicus fragwürdig erscheinen.

### Titanosaurus sp.
Titanosaurus sp. wurde von Powell (1987) anhand von 18 gut erhaltenen, verbundenen Schwanzwirbeln und dem letzten Sacralwirbel beschrieben, die, zusammen mit zwei weiteren Funden miteinander verbundener Wirbel, in der Baurú-Group in Brasilien entdeckt wurden. Die Schwanzwirbel überlappen sich mit dem Typmaterial von Titanosaurus indicus; allerdings halten spätere Autoren die Zuordnung zu Titanosaurus für fragwürdig. Scheinbar hat Powell die Knochen nicht mit Laplatasaurus, Neuquensaurus oder Titanosaurus robustus verglichen. Außerdem treffen die von Powell beschriebenen gemeinsamen Merkmale von Titanosaurus indicus und Titanosaurus sp. auch auf andere Titanosaurier zu, unter anderem Andesaurus und Aeolosaurus. Die Wirbel sind jedoch diagnostizierbar und warten derzeit auf eine Neubeschreibung.

### Titanosaurus madagascariensis
Titanosaurus madagascariensis basiert auf Knochen, die in der Maevarano-Formation in Madagaskar entdeckt wurden. Das Tier wurde von Depéret im Jahr 1896 anhand von zwei Schwanzwirbeln, einem unvollständigen Humerus (Oberarmknochen) sowie dermalen Knochenplatten beschrieben – dabei handelt es sich um den ersten beschriebenen gepanzerten Sauropoden. Weiteres Material – gut erhaltene Schwanzwirbel und fragmentarische Gliedmaßen-Knochen – wurden im Jahr 1907 von Thevenin dieser Art zugeschrieben. Von Huene (1929) hielt die Unterschiede zwischen der madagassischen Form und Titanosaurus indicus jedoch für zu groß und schrieb die Art dem südamerikanischen Laplatasaurus zu – als Laplatasaurus madagascariensis.
Besser erhaltene Sauropodenfunde aus Madagaskar tauchten erst vor einigen Jahren auf; zu erwähnen ist Rapetosaurus krausei  (Rogers und Forster, 1999/2002), der unter anderem durch verbundenes Schädelmaterial bekannt ist. Die Beschreiber von Rapetosaurus betrachten (Titanosaurus)Laplatasaurus madagascariensis als Nomen dubium, diese Ansicht wurde von späteren Autoren geteilt.

### Titanosaurus falloti
Im Jahr 1942 beschrieb Hoffet die neue Titanosaurus-Art Titanosaurus falloti aus Muong Phalane, Laos. Die Art basiert auf einem kompletten Femur sowie drei Femur-Fragmenten; da es jedoch keine Überlappungen mit dem Titanosaurus-Typmaterial gibt, muss die Art aus heutiger Sicht außerhalb von Titanosaurus klassifiziert werden. Allain et al. (1999) beschrieben einen neuen Titanosaurier aus Tang Vay (etwas südlich von Muong Phalane) als Tangvayosaurus hoffeti. Dabei untersuchten sie Titanosaurus falloti erneut, fanden jedoch keine Autapomorphien (Alleinstellungsmerkmale) und ordneten ihn Tangvayosaurus hoffeti zu. Spätere Autoren sehen diese Zuordnung als zu verfrüht an, da das Material von Titanosaurus falloti als nichtdiagnostizierbar gilt.

### Titanosaurus valdensisundTitanosaurus lydekkeri(Iucitosaurus)
Aus frühkreidezeitlichen (Barremium) Schichten der Wessex-Formation (einer Formation des englischen Wealden) der Isle of Wight, England, stammen zwei Schwanzwirbel (BMNH R146a, R151) aus dem mittleren Abschnitt des Schwanzes, die 1887 von Lydekker beschrieben wurden. Lydekker bemerkte, die Wirbel seien denen von Titanosaurus indicus und Titanosaurus blanfordi ähnlich; trotzdem beschrieb er auf Basis dieser Wirbel die neue Gattung Ornithopsis. Sowohl Ornithopsis als auch Titanosaurus bildeten die neue Familie Ornithopsidae (Lydekker, 1887).
Lydekkers Zuordnungen stießen jedoch auf Kritik, so meinte beispielsweise Hulke, die englischen sowie die indischen Funde gehören zur selben Spezies. 1888 schrieb Lydekker die beiden Wirbel dem Titanosaurus zu und stellte die neue Art Titanosaurus 'sp. a auf. Ein weiterer, geologisch jüngerer (Cenomanium), Wirbel aus der oberen Greensand Formation der Isle of Wight beschrieb er als Titanosaurus 'sp. b.
Im Jahr 1929 stellte von Huene Artnamen für die beiden noch unbenannten Arten auf. Titanosaurus 'sp. a beschrieb er als Titanosaurus valdensis und bemerkte, dies sei die älteste bekannte Titanosaurus-Art. Titanosaurus 'sp. b bekam den Namen Titanosaurus lydekkeri jedoch äußerte von Huene Zweifel über die Korrektheit der Zuordnung zu Titanosaurus und merkte an, nur weiteres, besseres Knochenmaterial könne Klarheit bringen.
Spätere Autoren sahen in Titanosaurus valdensis eine eigene Titanosaurier-Gattung. Diese Ansicht wurde von McIntosh (1990) vertreten und später von Le Loeuff (1993) umgesetzt, der die beiden Titanosaurus valdensis-Wirbel zusammen mit einem dritten Fundstück (BMNH R1886), das ebenfalls aus dem Wealden der Isle of Wight stammt, als Iuticosaurus valdensis neubeschrieb. Zwar beschrieb Le Loeuff zwei Autapomorphien; spätere Autoren betrachteten diese jedoch als unzureichend; so wurden beide Merkmale später auch bei anderen Titanosauriern ausfindig gemacht. Naish & Martill (2001) betrachten daher Iuticosaurus valdensis als Nomen dubium – diese Ansicht wird von späteren Autoren geteilt.
Titanosaurus lydekkeri wurde zwar von McIntosh (1990) dem Macrurosaurus semnus zugeschrieben, Le Loeuff (1993) schrieb die Art aber dem Iuticosaurus (als Iuticosaurus lydekkeri) zu und sah sie als Nomen dubium an. Spätere Autoren (Naish und Martill, 2001) bestätigten den dubiosen Charakter von Iuticosaurus (Titanosaurus) lydekkeri.

### Titanosaurus dacus(Magyarosaurus)
Titanosaurus dacus basiert auf zwei Wirbel, die in spätkreidezeitlichen Schichten (Maastrichtium) bei Hațeg, Rumänien, gefunden und von Nopcsa 1915 beschrieben wurden. Später wurde die Art jedoch – zusammen mit einer Vielzahl weiterer Knochen – als neue Gattung Magyarosaurus beschrieben (von Huene, 1932), da die Wirbel wenig Ähnlichkeiten mit den indischen Stücken hatten. Von Huene beschrieb insgesamt vier Arten – Magyarosaurus dacus, Magyarosaurus hungaricus, Magyarosaurus trannsylvanicus und Magyarosaurus sp.; jedoch betrachteten spätere Autoren (McIntosh, 1990, sowie Le Loeuff, 1993) lediglich Magyarosaurus dacus als gültig.

### cf. Titanosaurus sp.
Diese Art basiert auf Schwanzwirbel und Beinknochen (Femur und Humerus), die aus spätkreidezeitlichen Ablagerungen (Maastrichtium) aus Saint Chinian (Südfrankreich) stammen und heute in der Universität von Lyon lagern. Die Knochen wurden jedoch nur kurz von Depéret (1899) erwähnt und der Gattung Titanosaurus zugeordnet, und später – ohne tiefergehende Beschreibung – von Huene benannt (1929). Eine wissenschaftliche Beschreibung steht noch aus, auch gab es noch keine Vergleiche mit den Titanosaurus indicus-Wirbeln.

### cf. Titanosaurus indicus
Lapparent (1947) beschrieb eine weitere französische Titanosaurus-Art aus Fox-Amphoux anhand von Wirbeln und Beinknochen. Spätere Autoren bemerkten jedoch, es gäbe weder Anhaltspunkte, dass die Knochen tatsächlich zum selben Individuum gehörten, noch klare Bezüge zu Titanosaurus indicus, da die von Lapparent genannten gemeinsamen Merkmale nicht Gattungsspezifisch, sondern unter Sauropoden weit verbreitet sind.

## Belege

### Hauptquelle
Ein Großteil der Informationen stammen aus folgender Abhandlung:
- Jeffrey A. Wilson, Paul Upchurch: A Revision of Titanosaurus Lydekker (Dinosauria - Sauropoda), the first dinosaur genus with a ‚gondwanan‘ distribution. In: Journal of Systematic Palaeontology. Bd. 1, Nr. 3, 2003, ISSN 1477-2019, S. 125–160, doi:10.1017/S1477201903001044.